# Église Sainte-Marie de Montalba-d'Amélie
L'église Sainte-Marie de Montalba-d'Amélie est un lieu de culte catholique du XVIIe siècle, héritier d'une autre église romane plus ancienne, situé à Montalba-d'Amélie, dans le département français des Pyrénées-Orientales.